# Rileya piercei
Rileya piercei är en stekelart som beskrevs av Crawford 1914. Rileya piercei ingår i släktet Rileya och familjen kragglanssteklar. Inga underarter finns listade i Catalogue of Life.